# Griglia (termotecnica)

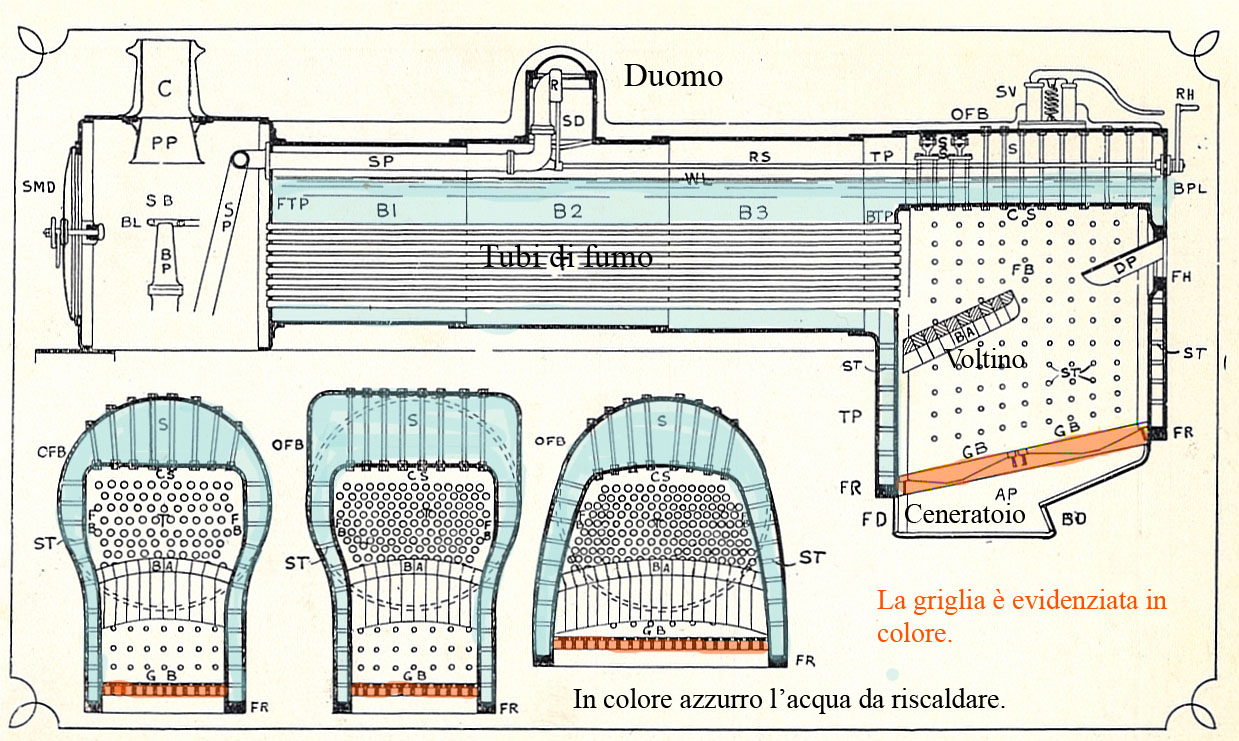
Tre tipologie diverse di forno per locomotiva a vapore; in evidenza disposizione, forma e dimensione della griglia

Nel campo della termotecnica la griglia (detta anche graticola) è uno dei componenti essenziali di un forno da caldaia a combustibile solido. È costituita dalla riunione di più sbarre o stecche di ferro o di ghisa disposte nella parte inferiore del forno e su cui viene disposto il combustibile da bruciare.

## Caratteristiche
Le locomotive più antiche utilizzavano sbarre della stessa lunghezza del forno libere o raggruppate a pacchetto; col passare del tempo si preferì usare barre più corte a pacchetti di tre o più. Le misure dei pacchetti, ovviamente differenti di lunghezza a seconda della casa costruttrice, sono state nel tempo standardizzate in modo da ottenere la lunghezza voluta combinando opportunamente i pacchetti per coprire anche griglie di grandi dimensioni.
Le griglie a sbarre potevano essere fisse o amovibili; in passato la loro disposizione nel forno era orizzontale, soprattutto per i piccoli impianti. Nel caso dei forni per locomobili, si è trovato più utile disporne la griglia inclinata  verso la piastra tubiera e renderla facilmente amovibile per la pulizia e per operazioni manutentive. La leggera inclinazione della griglia, di pochi gradi, verso la piastra tubiera, ha lo scopo di aumentarne l'estensione senza influenzare le dimensioni del forno. La pendenza non è però elevata, perché si incorrerebbe nel pericolo dell'accumulo del carbone verso la parte anteriore e la piastra tubiera a causa degli scossoni della locomotiva durante la marcia, intasando i tubi di fumo inferiori e squilibrando la distribuzione del calore nell'area del forno. 
Estensione e disposizione della griglia erano molto importanti nella progettazione delle locomotive a vapore in quanto determinanti ai fini della potenza fornita dal generatore di vapore e venivano calcolate in base alla natura di combustibile da usare e alla sua pezzatura. Era importante anche lo spessore delle sbarre e delle feritoie ai fini di una combustione ottimale: feritoie troppo larghe infatti avrebbero lasciato cadere piccoli frammenti incombusti nel ceneratoio e facendo passare troppa aria comburente avrebbero diminuito il rendimento complessivo della combustione. Allo scopo di ottimizzare il consumo di combustibile era importante anche il rapporto tra la superficie coperta della griglia e la superficie libera per il passaggio dell'aria comburente.
Sotto la griglia è di massima presente un ceneratoio ove si raccolgono i prodotti residui della combustione, le ceneri.